# Tamopsis gibbosa
Tamopsis gibbosa là một loài nhện trong họ Hersiliidae. T. gibbosa được miêu tả năm 1993 bởi Martin Baehr & Barbara Baehr.